# Proagonistes praeceps
Proagonistes praeceps là một loài ruồi trong họ Asilidae. Proagonistes praeceps được Walker miêu tả năm 1855.